# Žabljak (Chorwacja)
Žabljak – wieś w Chorwacji, w Żupanii karlowackiej, w gminie Barilović. W 2011 roku liczyła 58 mieszkańców.